# Scaphoidula dentata
Scaphoidula dentata är en insektsart som beskrevs av Henry Fairfield Osborn 1937. Scaphoidula dentata ingår i släktet Scaphoidula och familjen dvärgstritar. Inga underarter finns listade i Catalogue of Life.